# Broady Valley
Das Broady Valley ist ein steil ansteigendes und 2,5 km langes Tal im ostantarktischen Viktorialand. In der Saint Johns Range liegt es westlich des Lanyon Peak und öffnet sich nach Südwesten zur Mündung des Oberen Victoria-Gletschers.
Das New Zealand Geographic Board benannte das Tal am 12. September 2005 nach dem Biologen Paul Adrian Broady, der in den 1970er Jahren für den British Antarctic Survey auf Signy Island, in den frühen 1980er Jahren bei den Australian National Antarctic Research Expeditions und ab 1981 für das New Zealand Antarctic Program in acht Kampagnen in den Antarktischen Trockentälern, auf der Ross-Insel, im Marie-Byrd-Land und in anderen Regionen Antarktikas tätig war.